# Gare de Bussac
Gare de Bussac vasútállomás Franciaországban, Bussac-Forêt településen.

## Vasútvonalak
Az állomást az alábbi vasútvonalak érintik:
- Chartres–Bordeaux-vasútvonal

## Kapcsolódó állomások
A vasútállomáshoz az alábbi állomások vannak a legközelebb:
- Gare de Montendre
- Gare de Saint-Mariens - Saint-Yzan